# 青岛动漫学院
青岛动漫学院是汇众益智在青岛市成立的直营校区，培养动漫开发人才，为中国动漫企业输送有专业技能和实战经验的业界精英。校区地处市南区辽阳西路青岛国际动漫游戏产业园C座。

## 相关网站
- 动漫培训与动漫设计学院
- 青岛动漫学院
- 研究动漫行业营销的网站 （页面存档备份，存于） （中文）